# Iran
|  | Aquest article tracta sobre un país de l'Orient Mitjà. Si cerqueu el llogaret de l'Alta Ribagorça, vegeu «Iran (el Pont de Suert)». |

La República Islàmica de l'Iran, anomenat simplement l'Iran, és un país de l'Orient Mitjà. Fins al 1935 va ser conegut com a Pèrsia. Fa frontera amb els següents països: Turkmenistan, l'Afganistan i Pakistan a l'est; Iraq, Turquia, Azerbaidjan i Armènia a l'oest. Al nord és banyat pel mar Caspi i al sud pel Golf Pèrsic, del qual forma part l'estret d'Hormuz. Està dividit en 30 províncies. Parts de l'actual territori de l'Iran va ser l'origen de diferents imperis de l'antiguitat: l'imperi mede, l'imperi Persa aquemènida, l'imperi part i l'imperi Sassànida (vegeu imperi Persa per un panorama històric).

## Geografia física
Es tracta d'un país dominat per l'altiplà iranià, rodejat per diverses cadenes muntanyoses, com les muntanyes Zagros (al sud-oest) i les muntanyes Elburz (al nord); i en aquesta última hi ha la muntanya Damavand que amb 5.610 msnm, és el punt més alt del país. Les principals planes són les que hi ha al llarg de la costa de la mar Càspia (depressió aralo-càspica) i la depressió mesopotàmica del golf Pèrsic, tocant a la frontera amb l'Iraq a Arvandrud (Chat-el-Arab). Les principals ciutats del país són Teheran (capital), Tabriz, Mashad, Ispahan, Siraz, Abadan, Ahwaz i Kermansah.

### Hidrografia
Al país no hi ha grans rius; dels petits rius i rierols, únicament és navegable el Karun, de 830 kilòmetres de longitud, on barques preparades per a navegar en rius poc profunds poden navegar de Khorramshahr a Ahvaz (una distància d'uns 180 kilòmetres).
Els principals rius de l'Iran són el Sefid-Rud, el ja anomenat Karun i el Hilmend.
Hi ha un llac salat permanent, l'Urmia, amb un contingut salí tan elevat que no permet la vida dels peixos i de la majoria de les formes de vida aquàtiques. També hi ha diversos llacs salats situats a la frontera Iran-Afganistan, a la província de Balutxistan Occidental.

### Clima
|  | Caspi suau i humit Caspi suau Mediterrani amb pluges primaverals Mediterrani Muntanyes fredes Muntanyes molt fredes Semidesèrtic fred Semidesèrtic càlid Desèrtic sec Desèrtic càlid i sec Costaner càlid i sec Costaner sec |

El país té un clima variable. Al nord-oest, els hiverns són freds amb importants precipitacions en forma de neu i temperatures per sota els zero graus Celsius durant els mesos de desembre i gener. La primavera i la tardor són relativament suaus, mentre que els estius són humits i càlids. Al sud, els hiverns són suaus i els estius són tòrrids, amb unes temperatures mitjanes durant el dia al juliol que sobrepassen el 38 °C. A la plana Khuzestan, l'alta temperatura estival va acompanyada d'una humitat molt alta.
L'Iran té un clima continental desèrtic o sec. Tot el país és àrid o semiàrid, excepte la costa del mar Caspi on predomina un clima subtropical.
La majoria de les precipitacions anuals es donen entre octubre i abril. A la majoria del país, les precipitacions mitjanes anuals són de 25 cm o menys. Les principals excepcions són les valls de les altes muntanyes de Zagros i la plana costanera del mar Caspi, on les precipitacions mitjanes són de 50 cm anuals, com a mínim. A la part oest del Caspi, les precipitacions excedeixen els 100 cm anuals i es distribueixen força regularment al llarg de l'any. En contrast, algunes conques a l'altiplà central reben 10 cm o menys a l'any.

## Flora i fauna

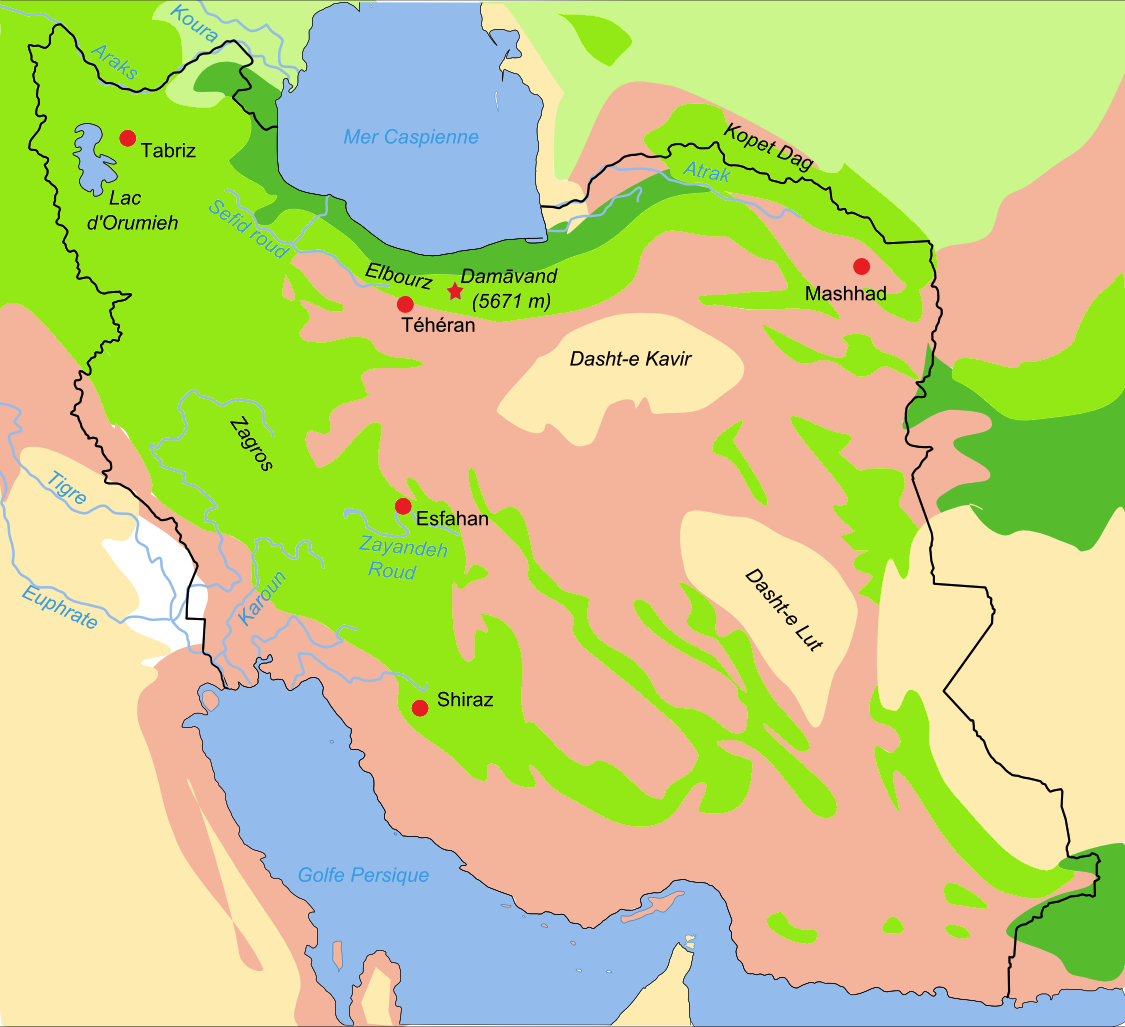
Mapa de biotips d'Iran.
bosc estepari
Boscs i arbredes
Semidesèrtic
Terres baixes del desert
Estepa
Pantans al·luvials salats

Més del 10% del país està cobert de bosc. Els més extensos es troben en els vessants muntanyencs que s'alcen des del mar Caspi, amb roure, freixe, om, xiprers i altres arbres valuosos. En l'altiplà en si, zones de Quercus arbustius apareixen en els vessants muntanyencs més irrigats on els vilatans conreen horts i creix el plàtan, àlber, salze, noguera, hagi, auró i morera. Plantes i arbusts silvestres sorgeixen de la terra estèril i permeten que es produeixi pastura, però el sol de l'estiu els crema. Segons els informes de la FAO, les principals classes de bosc que hi ha a l'Iran i les seves zones respectives són:
1. boscos dels districtes del nord, prop del Caspi (19.000 km²);
2. Boscos muntanyencs calcaris en els districtes nord-est (boscos de Juniperus, 13.000 km²);
3. Boscos de pistatxo en els districtes est, sud i sud-est (26.000 km²);
4. Boscos de roure en els districtes central i oest (35.000 km²);
5. Garrigues dels districtes Kavir (desert) a la part central i nord-est del país (10.000 km²);
6. Boscos subtropicals de la costa sud (5.000 km²) com els boscos de Hara.

Més de 2.000 espècies de plantes creixen a l'Iran. La terra coberta per la flora autòctona de l'Iran és quatre vegades la d'Europa.
Un dels més famosos membres de la vida salvatge a l'Iran és l'últim supervivent al món del críticament amenaçat guepard asiàtic, que avui dia no es troba en cap altre lloc excepte a l'Iran. Ha perdut tots els seus lleons asiàtics i l'avui extint tigre persa en la primera part del segle xx. Ossos bruns i tibetans a les muntanyes, muflons i cabres salvatges, gaseles, ases salvatges, senglars, lleopards i guineus abunden. Entre els animals domèstics hi trobem: ovelles, cabres, vaques, cavalls, búfals d'aigua, rucs i camells. Són autòctons a l'Iran el faisà, l'perdiu, la cigonya i el falcó.

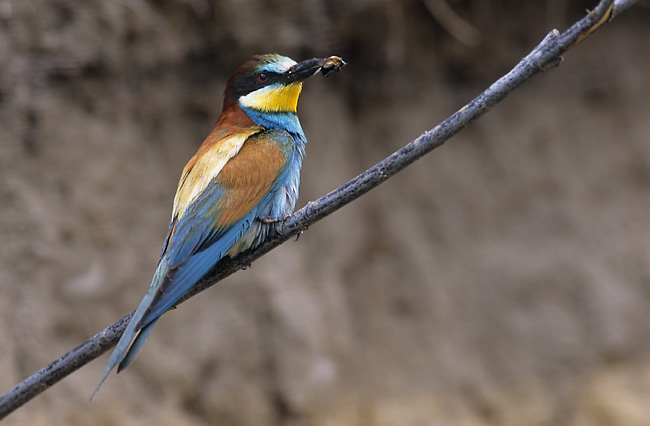
Abellerol de l'Iran.

El lleopard de Pèrsia és la més gran de totes les subespècies de lleopards del món. La gamma principal d'aquesta espècie a l'Iran s'encavalca de prop amb la de la cabra betzoar. Per tant, es troba a tot arreu d'Elburz i serres muntanyenques dels Zagros, així com en serres menors dins de l'altiplà iranià. La població del lleopard és molt escassa, a causa de la pèrdua d'hàbitat, de les seves preses naturals, i a la fragmentació de la població. A part de la cabra betzoar, els muflons, el senglar, els cèrvids (sigui el cérvol de Maral o els cabirols), i els animals domèstics constitueixen la dieta de lleopard a l'Iran.

## Política i govern

### Afers exteriors
Els afers exteriors de l'Iran es basen en dos principis estratègics:
- l'eliminació de les influències externes a la regió i
- buscar amplis contactes diplomàtics amb el desenvolupament i els països no alineats.

L'Iran manté relacions diplomàtiques amb gairebé tots els membres de les Nacions Unides, a excepció d'Israel, que l'Iran no reconeix, i els Estats Units des de la revolució iraniana. D'altra banda, la república de l'Iran ha tingut tensions diplomàtiques amb les monarquies de l'altra banda del golf Pèrsic, en l'anomenat conflicte entre Iraq i Aràbia Saudita o també guerra freda islàmica.
Des del 2005, el programa nuclear de l'Iran s'ha convertit en objecte de controvèrsia amb la resta del món a causa de les sospites que l'Iran podria desviar la tecnologia nuclear civil a un programa d'armes nuclears. Això va portar el Consell de Seguretat de les Nacions Unides a imposar sancions contra les empreses iranianes vinculades a aquest programa, fomentant així el seu aïllament econòmic en l'escena internacional. El gener de 2012, la Unió Europea va prendre la decisió de deixar d'importar petroli iranià a partir de l'estiu com a pressió contra el desenvolupament nuclear a l'Iran, al que aquest país va respondre amb l'amenaça de tallar el subministrament de petroli a la UE de manera immediata. En ajustar-se a les demandes internacionals, l’Iran va veure com algunes de les sancions imposades desapareixien el 2015, però tres anys després, el govern de Donald Trump imposà noves sancions i tallà les negociacions amb el país, que el 2019 va reactivar el seu programa nuclear.

### Divisió administrativa
L'Iran està dividit en trenta províncies (ostān), cada un governat per un governador (استاندار, ostāndār). Les províncies es divideixen en comtats (shahrestān), i se subdivideixen en districtes (bakhsh) i subdistrictes (dehestān).
L'Iran té una de les taxes més altes de creixement urbà en el món. De 1950 a 2002, la proporció de població urbana va augmentar del 27% al 60%.
Les Nacions Unides prediuen que, el 2030, el 80% de la població hi serà urbana.
La majoria dels immigrants interns s'han assentat prop de les ciutats de Teheran, Esfahan, Ahvaz i Qom. Les poblacions enumerades són del 2006/07 (1385 AP) del cens. Teheran, amb una població de 7.705.036, és la ciutat més gran de l'Iran, i la Capital. Teheran és la llar de prop de l'11% de la població del país. Teheran, igual que moltes grans ciutats, pateix de greu contaminació atmosfèrica. I és el centre de totes les comunicacions i transports del país.
Mashad, amb una població de 2.410.800 milions, és la segona ciutat més gran de l'Iran i el centre de la província de Razavi Khorasan. Mashad és una de les ciutats més sagrades del món pels xiïtes, amb el Mausoleu de l'Imam Reza. És el centre del turisme a l'Iran i entre 15 i 20 milions de pelegrins van al santuari cada any
Una altra ciutat iraniana important és Esfahan (amb una població d'1.583.609 habitants), que és la capital de la província d'Esfahan. La Plaça Naqsh-e Jahan d'Esfahan ha estat designada per la UNESCO com a Patrimoni de la Humanitat. La ciutat conté una àmplia varietat d'elements arquitectònics islàmics, que van des del segle xi fins al segle xix. El creixement de la zona dels afores de la ciutat ha convertit Esfahan en la segona àrea metropolitana més poblada (3.430.353).
La quarta ciutat més gran de l'Iran és Tabriz (població d'1.378.935 hab.), la capital de l'Azerbaidjan Oriental, que és també la segona ciutat industrial de l'Iran després de Teheran. Tabriz havia estat la segona ciutat més gran a l'Iran fins al final de 1960 i una de les seves capitals i l'antiga residència del príncep de la corona en el marc de la dinastia qajar. La ciutat ha demostrat ser extremadament influent en la història recent del país.
La cinquena ciutat més gran és Karaj (població d'1.377.450 hab.), ubicat a la província de Teheran i situat a 20 km a l'oest de la capital, als peus de les Muntanyes Alborz; actualment però, la ciutat s'està convertint en una extensió de la metròpolis de Teheran.

### Drets humans

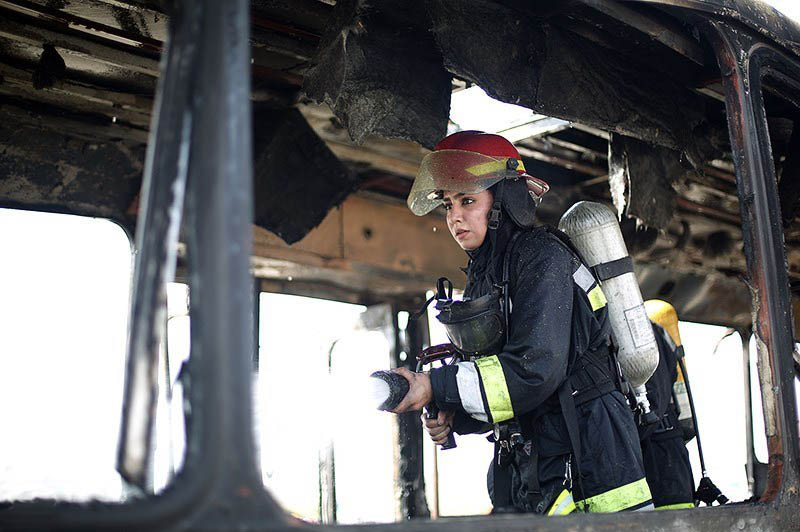
Dona bomber a Mashad.

Les violacions dels drets humans a l'Iran se centren en l'absència de llibertat d'expressió, de llibertat de reunió, de llibertat de culte, del dret a la informació, del dret a la deguda defensa en judici, la tortura i la pena capital. A Iran es produeixen detencions arbitràries i execucions sumàries, la situació a les presons és catastròfica. Les forces de seguretat cometen greus abusos als drets humans i el poder judicial ho avala. Les manifestacions o protestes de carrer són reprimides encara que siguin pacífiques. No existeix el dret de reunió ni de pensament. S'empresona als opositors polítics, als periodistes que no recolzen al govern de torn, a activistes socials i defensors dels drets humans, a polítics i a advocats.
La pena capital és aplicada tant a adults com a menors d'edat, a delinqüents comuns com a usuaris de drogues, periodistes, bloguers o usuaris de les xarxes socials. Llocs web són bloquejats pel govern i les comunicacions a l'exterior són interferides.
Les dones i les minories racials o religioses són ciutadans de segona. Existeix un estricte codi de vestimenta i les dones que no ho compleixen són empresonades. Es realitzen lapidacions de dones per atemptar contra l'honor. Les minories sexuals són perseguides. En l'índex global de l'escletxa de gènere realitzat en 2015 pel Fòrum Econòmic Mundial, Iran ocupa el lloc 137 de 140 països.

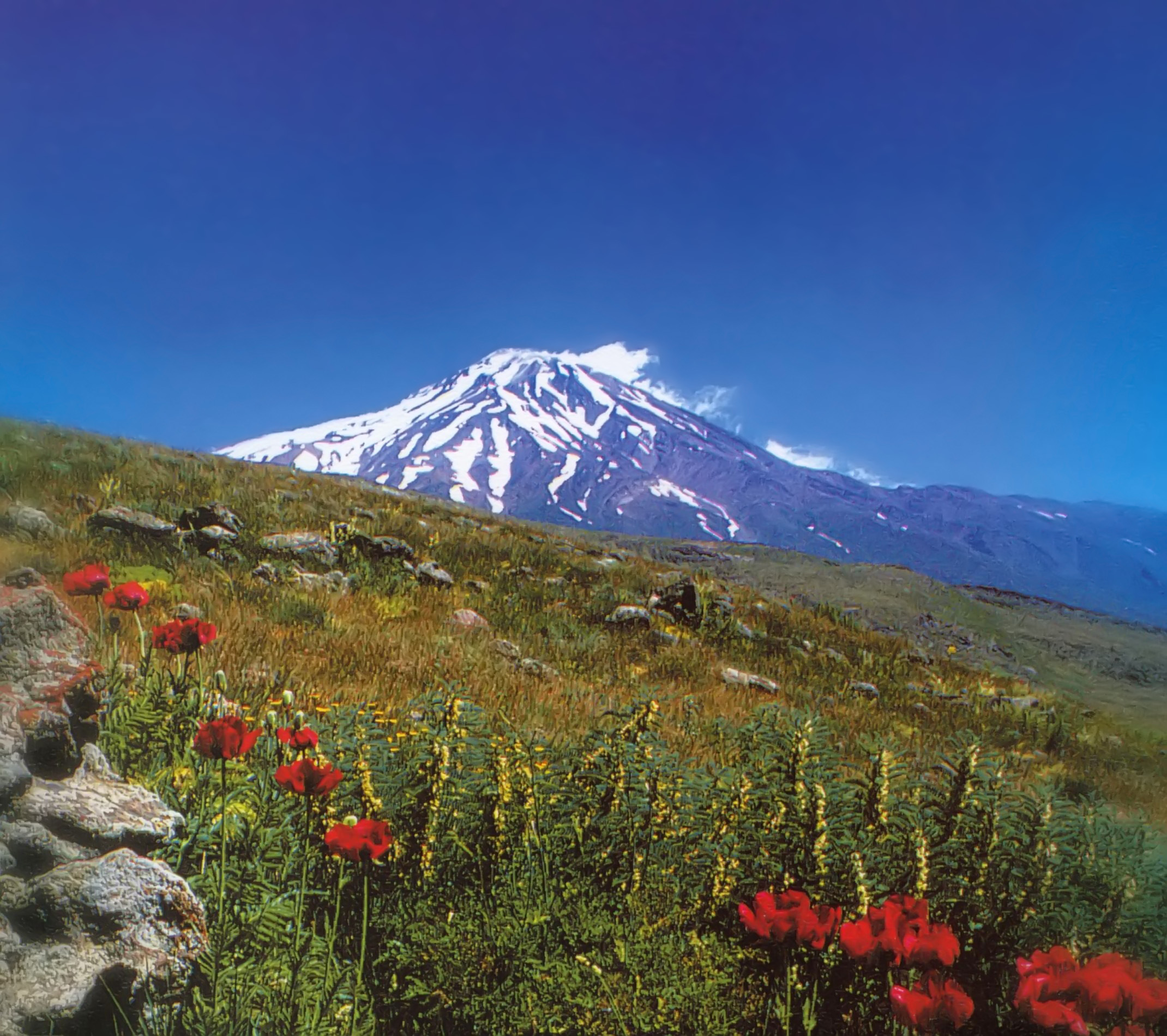
Muntanya Damavand, Amol

## Economia
L'economia de l'Iran està en desenvolupament i està marcada per un fort intervencionisme de l'Estat. Es basa en l'explotació dels seus recursos naturals (especialment els agrícoles, el petroli i el gas) i en un gran pes de la indústria. La seva inversió en recerca nuclear afecta els intercanvis comercials amb altres països. Existeixen grans desigualtats socials, amb una classe alta molt rica i gran quantitat de persones sota el llindar de la pobresa. Té una taxa d'atur d'un 13,2%.

## Geografia humana i societat

### Demografia
L'Iran té més de 70 milions d'habitants i actualment s'estan duent a terme polítiques de control de natalitat. El creixement urbà durant el segle xx és paral·lel al de la majoria de països. La taxa d'alfabetisme és del 80%. Compta amb més de 80 ètnies. La majoria d'iranians són musulmans: un 89% xiïtes (la religió oficial de l'estat) i un 9% sunnites. Entre les religions minoritàries destaquen la fe bahà'í (actualment perseguida), el zoroastrisme, el judaisme i el cristianisme.
El país acull refugiats de països propers en conflicte, com Afganistan o Iraq, però una directiva de finals de maig de 2025 que afectava als quatre milions d'afganesos indocumentats dels sis milions de residents afganesos reclamats per Teheran va fer que 1,4 milions haguessin tornat al mes de juny. Per altra banda, part de la seva població emigra cap a països del Golf Pèrsic o Occident (sobretot de classes benestants).

### Educació
El sistema educatiu iranià està altament centralitzat i està dividit en l'Educació K-12 i l'Educació terciària. La K-12 està supervisada pel Ministeri d'Educació i la supervisió de l'educació terciària recau en el Ministeri de Ciència i Tecnologia.
L'Educació Primària (Dabestan) comença als 6 anys, i té una durada de 5 anys. L'Educació Secundària, també coneguda com a cicle d'orientació (Rahnamayi), va des del 6è curs fins al 8è. L'Educació terciària (Dabirestan), en què els tres últims anys no són obligatoris, està dividida entre teorica, vocacional/tècnica i manual, i cada programa té les seves pròpies especialitats
Les Universitats, els instituts de tecnologia, les escoles de medicina i les escoles de la comunitat, proporcionen l'educació superior. El requisit per entrar a l'educació superior és comptar amb un Batxillerat, i finalment passar l'examen d'accés a la Universitat Nacional (Konkoor). L'educació superior és dividida en diferents nivells de títols: Fogh-i-Diplom Kārdāni (després de 2 anys d'educació superior), el Kārshenāsi (també conegut sota el nom de "llicenciatura") es lliura després de 4 anys d'educació superior. El Kārshenāsi-ye Arshad es lliura després de 2 anys més d'estudi (Màster). Després de tot això, un altre examen permet els candidats assolir un programa de doctorat (Doctorat)

## Cultura i lleure

### Esports

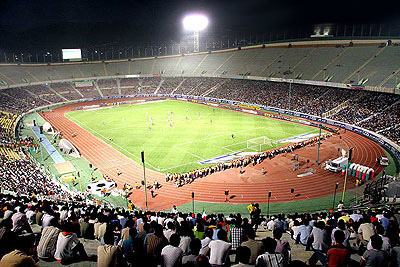
Estadi Azadi

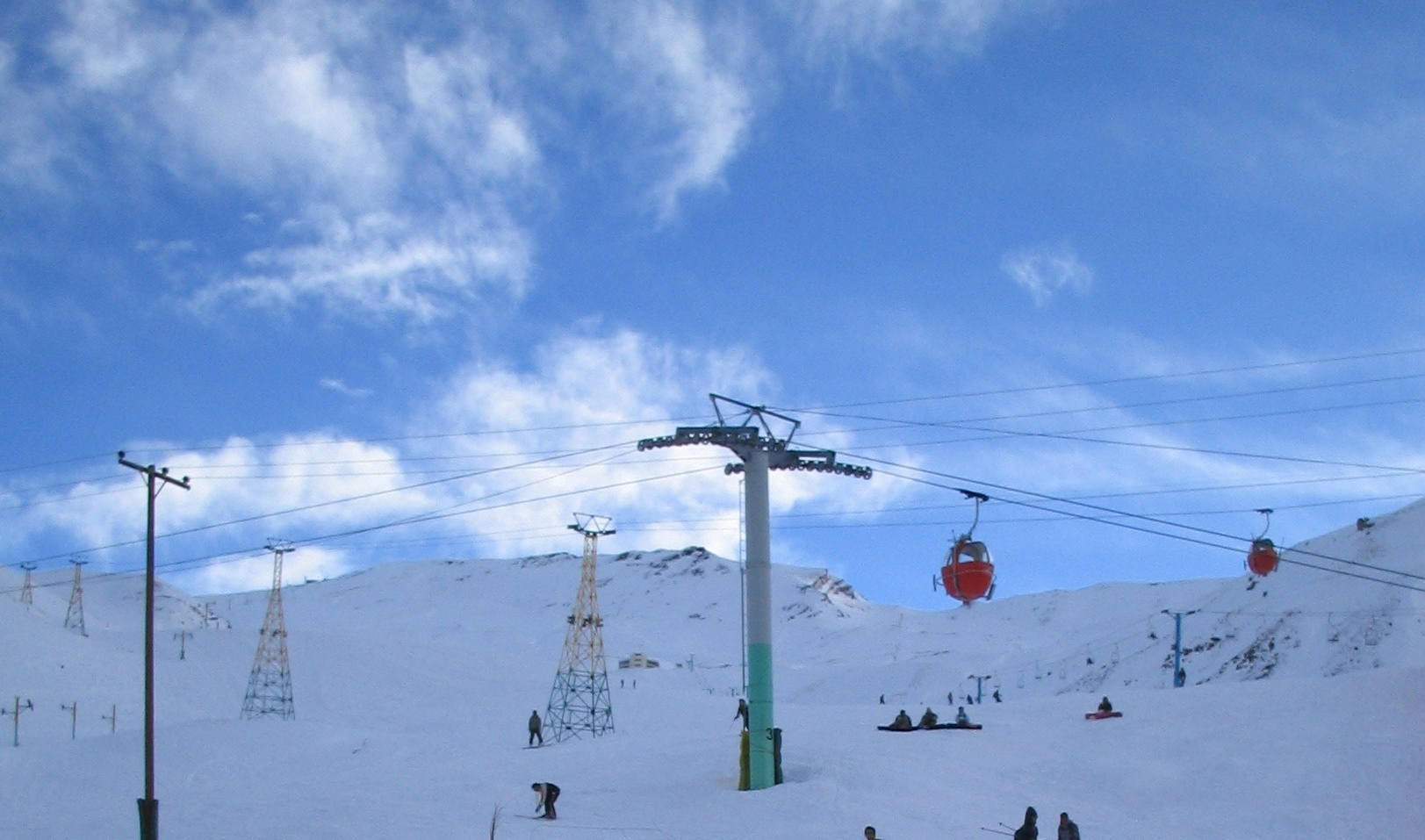
Estació d'esquí de Dizin

Amb dos terços de la població de l'Iran per sota dels 25 anys, molts esports es practiquen a l'Iran, tant tradicionals com moderns. Iran és el bressol del Polo i del Varzesh-e Pahlavani, un tipus de lluita que inclou entrenaments atlètics molt ritualitzats, declarats Patrimoni Immaterial de la Humanitat el 2010. La lluita lliure ha estat tradicionalment considerada com l'esport de nacional de l'Iran, però avui en dia, l'esport més popular a l'Iran és el Futbol amb l'equip nacional havent arribat tres vegades al torneig final de la Copa del Món, i havent guanyat la Copa d'Àsia en tres ocasions.
El 1974, l'Iran es va convertir en el primer país de l'Orient Mitjà en acollir els Jocs Asiàtics. Iran és la llar de diverses estacions d'esquí amb el cinquè complex més alt del món (a 3.730 m), i situat a només quinze minuts de Teheran.
Sent un país muntanyós, l'Iran és un lloc molt bo per practicar el senderisme, escalada en roca i el muntanyisme.

## Història

### Prehistòria
Iran presenta vestigis d'ocupació humana i restes culturals pertanyents a gairebé tota l'edat de pedra. Durant el Neolític es va desenvolupar un procés de sedentarització, producció estable d'aliments i establiment de rutes d'intercanvi de curta distància.

### Protohistòria
L'edat del Coure, caracteritzada per l'aparició d'elements de coure i ceràmica pintada a Susiana (sud-oest de l'Iran) i a Sialk (centre-oest), s'estén al llarg del IV mil·lenni aC, i s'hi han trobat restes arqueològiques com la ceràmica amb formes animals o abstractes de gran qualitat, algunes de les quals tenien aparent un ús ritual. Les rutes comercials guanyen en extensió i comencen a sorgir assentaments urbans, en un procés regional que es desenvolupa entre Anatòlia, Mesopotàmia, el complex arqueològic de Bactriana-Margiana i la civilització de la vall de l'Indus.

### Antiguitat
Al començament del III mil·lenni aC apareix a Susa una forma d'escriptura, possiblement derivada del sistema sumeri per a representar la llengua elamita, i l'imperi elamita sorgeix com el nou poder del sud-oest de l'Iran, en competència amb els imperis veïns de Babilònia i Assíria. L'economia elamita es basava principalment en el comerç, i la seva llarga tradició administrativa s'evidencia per la quantitat de tauletes i registres conservats.
Durant el II mil·lenni aC arriben a l'altiplà de l'Iran diverses onades de pobles iranians, provinents de l'Àsia central. Aquests pobles parlaven una varietat de dialectes del persa antic, una de les llengües iranianes pertanyent a la família de llengües indoeuropees, emparentades amb l'avèstic (iranià antic oriental) i el sànscrit vèdic.

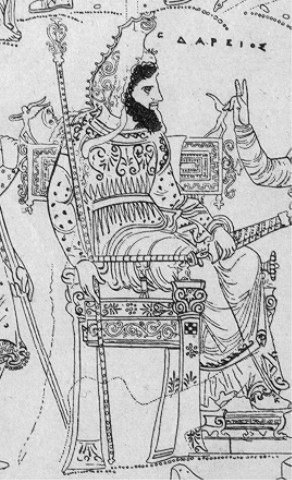
Darios I, rei dels perses aquemènides

A mitjan segle vii aC, grups de tribus iranianes identificades com els medes, establerts al nord i nord-oest de l'Iran, es deslliuren del jou assiri, establint el seu poder sobre la regió. A la fi del mateix segle, els medes i els babilonis acaben amb el poder assiri, prenent Nínive el 612 aC. D'aquest mateix període són les fonts que esmenten Cir I, rei d'Anshan.
A mitjans del segle vi aC, Cir II el Gran, rei d'Anshan, conquereix Mèdia, el Regne d'Elam, Brega, Babilònia i estén el seu poder des de l'Iran Oriental fins al mar Mediterrani. El seu fill, Cambises II, conquereix Palestina i Egipte. Darios I es va apoderar del tron de Pèrsia i va proclamar la seva pertinença a la família aquemènida a la Inscripció de Behistun. Darios ideà (o va completar) l'organització de l'administració imperial, reorganitzant les satrapies de Cir i Cambises, i canviant les polítiques impositives, militars i administratives de l'imperi.
Durant el primer terç del segle v aC, perses i grecs van competir pel domini sobre les ciutats gregues de l'Àsia Menor, les costes del Mediterrani i el control dels ports comercials, així com l'accés al blat de les costes de la mar Negra. Els anys 490 aC-480 aC van estar marcats pels conflictes fronterers coneguts com a Guerres mèdiques, que van començar amb les revoltes jònies i van incloure la crema d'Atenes pels perses, en represàlia per la destrucció de Sardes durant els aixecaments de principis d'aquest mateix segle.
Després dels fracassos militars de la Segona guerra mèdica, els aquemènides van aturar la seva expansió i van perdre alguns territoris, mentre que els aixecaments i rebel·lions se succeïen per tot l'imperi.
Alexandre el Gran va envair i va conquerir l'imperi aquemènida des de l'any 334 aC fins al 323 aC (any de la seva mort). Alexandre adoptà costums orientals establint-se a Babilònia després de consolidar la seva conquesta en el territori que s'estén entre Egipte i el riu Indus. A la seva mort, els successors o diàdocs es van repartir els seus territoris, i l'Iran va passar a formar part de l'Imperi Selèucida.
Una altra dinastia iraniana d'origen septentrional, la dels parnis, va donar origen a l'imperi part, que durant el segle i aC va funcionar com a intermediari entre l'antiga Roma i l'antiga Xina, i va lliurar una gran quantitat de batalles contra l'Imperi Romà.
L'any 226 sorgeix a Pèrsia l'imperi Sassànida, que intenta redonar a l'Iran la glòria dels aquemènides. L'últim xa, Isdigerdes III, va ser derrotat pels àrabs al segle vii, seguits pels turcs seljúcides, els mongols i Tamerlà.

### Història moderna i contemporània

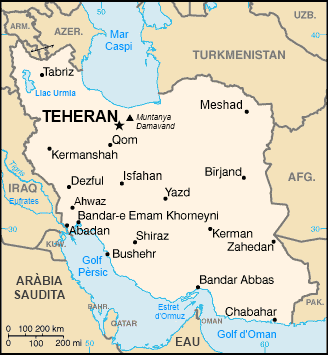
Mapa de l'Iran

El segle xvi va ser el de la independència amb la dinastia safàvida i següents que es van atorgar el títol de xa. Mahmud Hotaki conquereix Iran el 1722 establint la dinastia dels Hotaki després de la batalla de Gulnabad. Després de l'assassinat de Nadir Shah el 1747, els safàvides tornaren a dominar el país fins al 1760, quan Karim Khan es va sentir prou fort com prendre el poder nominal del país, posant fi a la dinastia Safávida i establint la dinastia afxàrida.
Al segle xix, Pèrsia va iniciar sota la pressió de Rússia i el Regne Unit un procés de modernització. A final del segle xix s'inicià un moviment constitucionalista que pretenia aturar el despotisme i excessos dels Xas de la dinastia Qajar. Durant la Segona Guerra Mundial va ser ocupada per ambdues potències i es va celebrar la conferència de Teheran. El 1953, el primer ministre Mohammad Mosaddeq, va ser expulsat del poder en intentar nacionalitzar els recursos petrolífers, en una operació orquestrada per britànics i nord-americans. El xa Mohammad Reza Pahlavi va incrementar els seus poders dictatorials amb el suport dels Estats Units, que el consideraven l'aliat més important de la zona. L'any 1979 el descontentament de la població va provocar la revolució islàmica que va durar prop d'un any i que va desembocar en l'exili del xa i la instauració de república islàmica amb Ruhollah Khomeini com a màxim dirigent.
El 1980 es va iniciar la guerra Iran-Iraq que finalitzaria el 1988.
Després de la mort de Khomeini l'any 1989 el va succeir Ali Khamenei com a cap d'Estat, quedant la prefectura del govern oberta a unes eleccions cada quatre anys, en les quals s'ha manifestat una pugna entre el sector reformista liderat per Muhammad Khatami i el sector conservador.
L'Iran és una república islàmica constitucional, el seu sistema polític està establert en la llei fonamental de 1979. L'Iran té diverses entitats governamentals amb interconnexions complexes. Algunes d'aquestes entitats són escollides de forma democràtica i d'altres ho són segons les seves inclinacions religioses.
La Guerra entre l'Iran i Israel va començar el 13 de juny de 2025, quan Israel va llançar atacs contra desenes d'objectius iranians amb l'objectiu d'aturar l'expansió del programa nuclear iranià. Les Forces de Defensa d'Israel (IDF) i el Mossad van atacar llocs nuclears clau, instal·lacions militars i zones residencials habitades per civils. A partir de la nit del 13 de juny, l'operació de represàlia de l'Iran Operació Veritable Promesa III va llançar míssils balístics i drons en llocs militars, llocs d'intel·ligència i zones residencials. El 22 de juny de 2025 bombarders Northrop Grumman B-2 Spirit de les Forces Aèries dels Estats Units d'Amèrica van utilitzar diverses bombes GBU-57 i BGM-109 Tomahawk per destruir els complexos soterrats del programa nuclear de l'Iran a Fordow, Natanz i Esfahan, en el primer ús conegut del projectil. El 24 de juny, Israel i l'Iran van acordar un alto el foc.